# Fieke Boekhorst

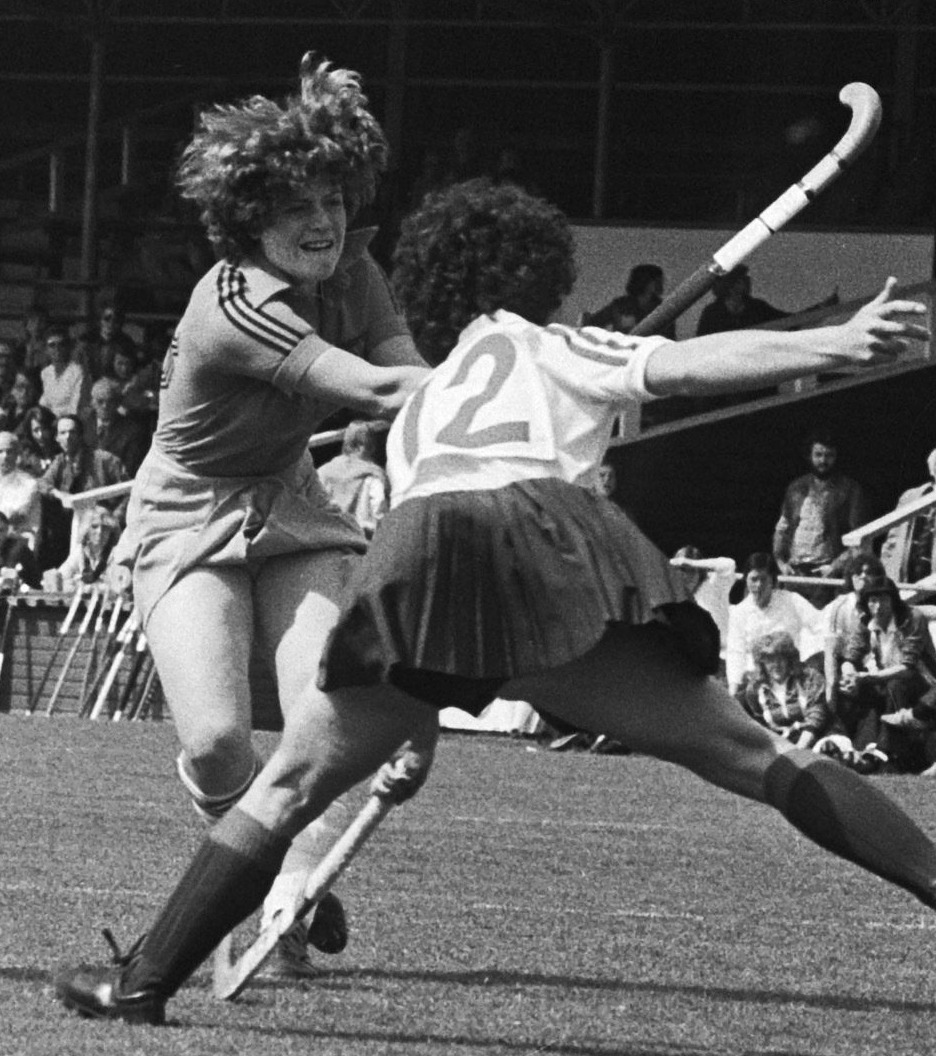
Fieke Boekhorst in 1978

Josephine Francisca Maria (Fieke) Griensven-Boekhorst (Helmond, 18 december 1957) is een voormalig Nederlands hockeyster. Boekhorst speelde 116 officiële interlands (128 doelpunten) voor de Nederlandse hockeyploeg.
Boekhorst maakte haar debuut op 16 september 1978 in de wedstrijd Nederland-India (4-1), en stond bekend om haar strafcorner. De verdedigster van het Eindhovense EMHC werd in de jaren zeventig, begin jaren tachtig van de 20e eeuw dan ook beschouwd als 'de vrouwelijke Paul Litjens'. Haar slagkracht was zo indrukwekkend dat een oud-speelster van het Amerikaanse hockeyteam, Beth Anders, uitgebreid onderzoek deed naar de korte hoekslag van haar Nederlandse collega.
Boekhorst was een van de steunpilaren in het succesvolle elftal van de toenmalige bondscoach Gijs van Heumen. De Brabantse speelde bij nader inzien haar laatste interland op 10 november 1985 (Nederland-Groot-Brittannië 6-0). Een paar maanden voor het wereldkampioenschap van 1986 in Amstelveen verstapte Boekhorst zich tijdens een wedstrijd in de zaalhockeycompetitie. Een volledig kapotte knie maakte een abrupt einde aan haar carrière. Als scout was ze niettemin wel actief bij de wereldtitelstrijd in het Wagenerstadion.
De laatste jaren geeft ze training vooral aan de meisjes A en B en de jongens D en B van HC Helmond.
Carina Benninga · 
Det de Beus · 
Fieke Boekhorst · 
Marjolein Bolhuis-Eijsvogel · 
Marieke van Doorn · 
Irene Hendriks · 
Elsemiek Hillen · 
Aletta van Manen · 
Anneloes Nieuwenhuizen · 
Martine Ohr · 
Sandra Le Poole · 
Alette Pos · 
Lisette Sevens · 
Sophie von Weiler · 
Laurien Willemse · 
Margriet Zegers · 
Coach: Gijs van Heumen